# Armée de libération des peuples de Malaisie
L’Armée de libération des peuples de Malaisie, ALPM (en malais : Tentera Pembebasan Rakyat Malaya) était la branche armée du Parti communiste malais, fondée en  1948. Elle comprenait près de 8 000 hommes dans ses rangs.

## Historique
Le Parti communiste malais, est le principal parti à s'être battu contre la colonisation japonaise de la Malaisie. À la fin de la seconde guerre mondiale, en 1948, il organise l'armée de libération des peuples de Malaisie pour lutter contre la colonisation britannique du pays (de 1826 au 31 août 1957).
Née pendant la colonisation britannique de la Malaise, elle combattit contre le gouvernement fédéral colonial de 1948 à 1960 dans le contexte de l'insurrection communiste malaise. Après cette date, elle continue de mener sporadiquement des actes de guérilla contre les forces coloniales de l'Empire britannique depuis la frontière avec la Thaïlande.
L'ALPM est dissoute officiellement en 1989, lorsque la guérilla accepte officiellement de déposer les armes, après des accords de paix avec les gouvernements malais et thaïlandais. 
Sa plateforme politique, le PCM, est également dissoute en 1989.